# 契皮瓦鎮區 (密歇根州契皮瓦縣)
契皮瓦鎮區（英語：Chippewa Township）是位於美國密西根州契皮瓦縣的一個行政鎮區。

## 地方資料
契皮瓦鎮區的面積為247.20平方千米，當中陸地面積為245.60平方千米，而水域面積為1.60平方千米。根據2020年美國人口普查的數據，當地共有人口187人，而人口密度為每平方千米0.76人。